# Jos Schmutzer
Josef (Jos) Ignaz Julius Marie Schmutzer (Wenen, 11 november 1882 – Utrecht, 26 september 1946) was een Nederlands-Indisch geoloog, ingenieur, suikermagnaat, politicus en kunstliefhebber.

## Jeugd en vroege jaren
Schmutzer was een sociaal voelende katholieke minister van Overzeese Gebiedsdelen in het laatste oorlogskabinet (februari tot juni 1945). Hij was eerder als mineraloog en (suiker)ingenieur werkzaam in Nederlands-Indië en tevens als vertegenwoordiger van de Indische Katholieke Partij lid van de Volksraad (1918-1929) en het College van Gedelegeerden van Nederlands-Indië (1929-1930).
Schmutzer werd geboren in Wenen, waar zijn in Indië woonachtige ouders (zijn vader was in Nederlands-Indië tot Nederlander genaturaliseerd) op verlof waren. Hij bracht hij zijn jeugd door in Nederlands-Indië. Zijn vader (Gottfried Josef Julius) was eigenaar van de suikerfabriek Gondang Lipuro (gelegen nabij Bantul, circa 20 km ten zuidwesten van Yogyakarta op Java).
Schmutzer haalde zijn H.b.s. diploma in 1899 te Surabaja en zijn kandidaatsexamen te Delft in 1902. Hij kreeg een beurs om een jaar te studeren aan de École Nationale Supérieure des Mines te Parijs en behaalde uiteindelijk zijn diploma als mijningenieur in Delft in 1904. Schmutzer werd assistent van Prof. J.A. Grutterink en Prof. A. Wichmann in 1904/1905. Hij promoveerde in 1910 cum laude (wederom in Delft) op het proefschrift Bijdrage tot de kennis der postcenomane hypobyssische en effusieve gesteenten van het Westelijk Müllergebergte in Centraal-Borneo. In 1911-1912 was hij privaat-docent mineralogie aan de Rijksuniversiteit Utrecht.
Samen met zijn broer Julius Robert Anton Marie Schmutzer bestuurde hij vanaf 1912 de Gondang Lipuro Suikerfabriek. Koningsberger, die in 1946 te Utrecht zijn 'In memoriam' uitsprak, wijst erop dat Schmutzer werkte "met een voor die dagen in suikerkringen ongewoon verlichte opvatting over de Nederlandsche taak jegens de bevolking van Nederlandsch-Indië. ... Op Gondang Lipoero werden alle agrarische toestanden zoo geregeld, dat in de eerste plaats de belangen van de inheemsche bevolking gediend zouden worden."
Hij toonde zijn praktisch inzicht onder andere middels de door hem ontworpen en met zijn broer uitgevoerde omvangrijke Kebonongan irrigatie-werken (ruim 2000 hectare werden bevloeid) die in 1926 in werking werden gesteld. Deze strekten de rijstverbouwende inheemse bevolking tot groot voordeel. Schmutzer en zijn vrouw Lucie Cornelie Amelie Hendriksz spendeerden veel tijd en geld aan de Stichting Jeugdzorg te Batavia (Jakarta) en aan vele andere projecten van sociaal-ethische aard (samen met zijn broer en diens vrouw Caroline Theresia Maria van Rijckevorsel), waarin ze werden geïnspireerd door de encycliek Rerum Novarum. Vanaf 1916 was hij plaatsvervangend lid van de firma E. Moorman & Co te Soerabaja en in deze functie verkreeg hij ook kennis van andere culturen.

## Kunst

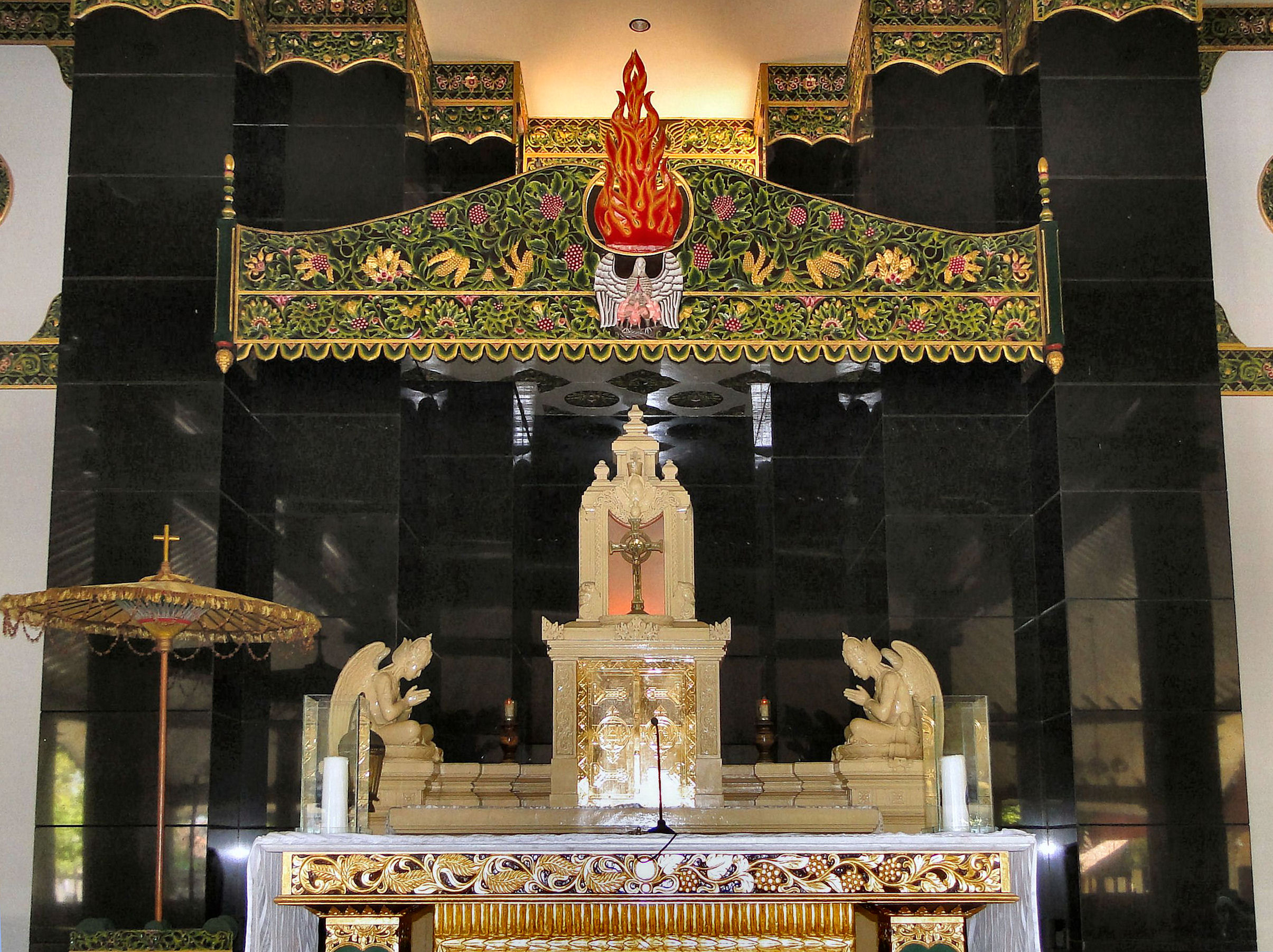
High Altar, Ganjuran, Bantul, Java, Indonesia.jpg

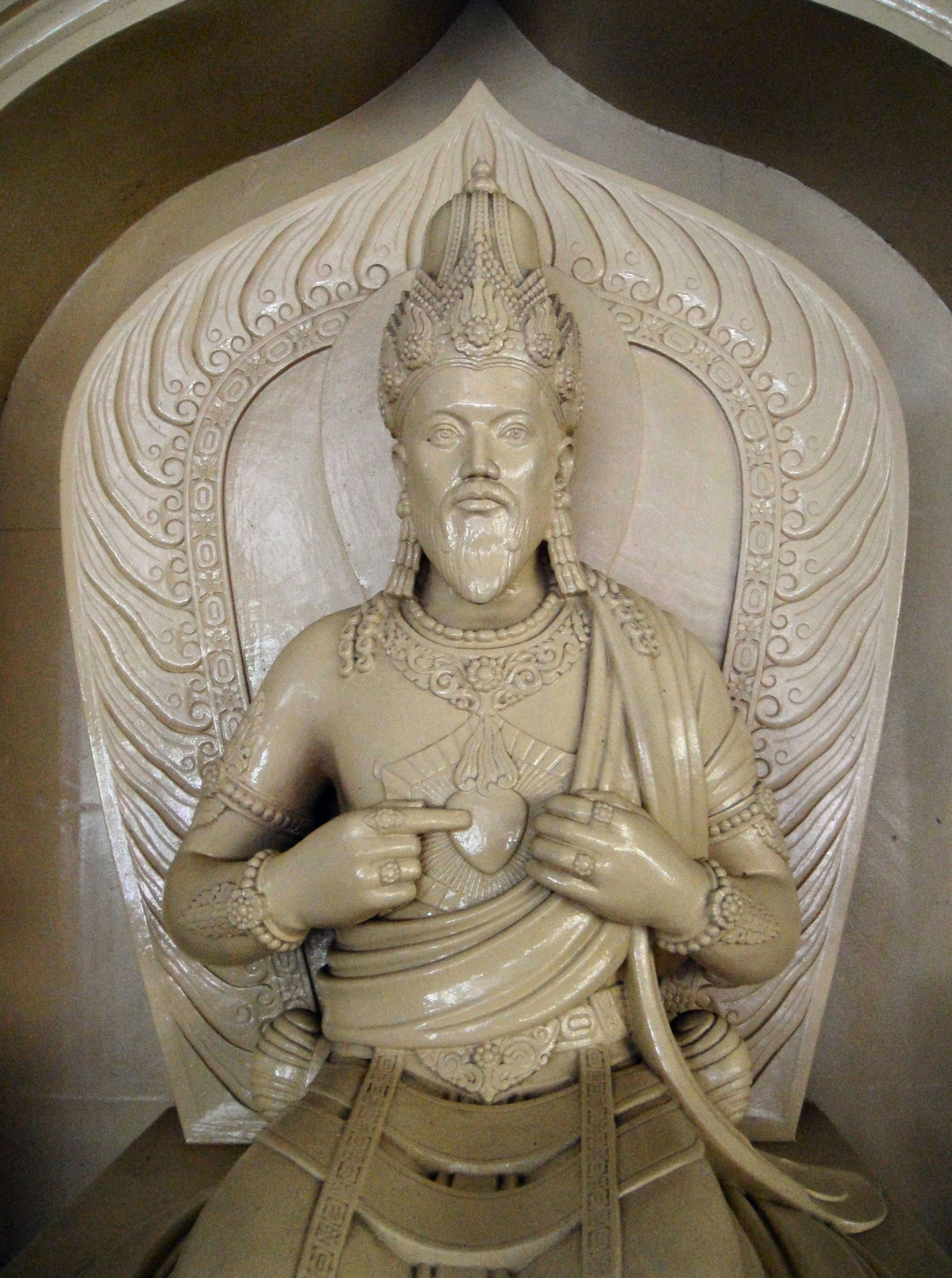
Christ as a Javanese Prince, Ganjuran, Bantul, Java, Indonesia.jpg

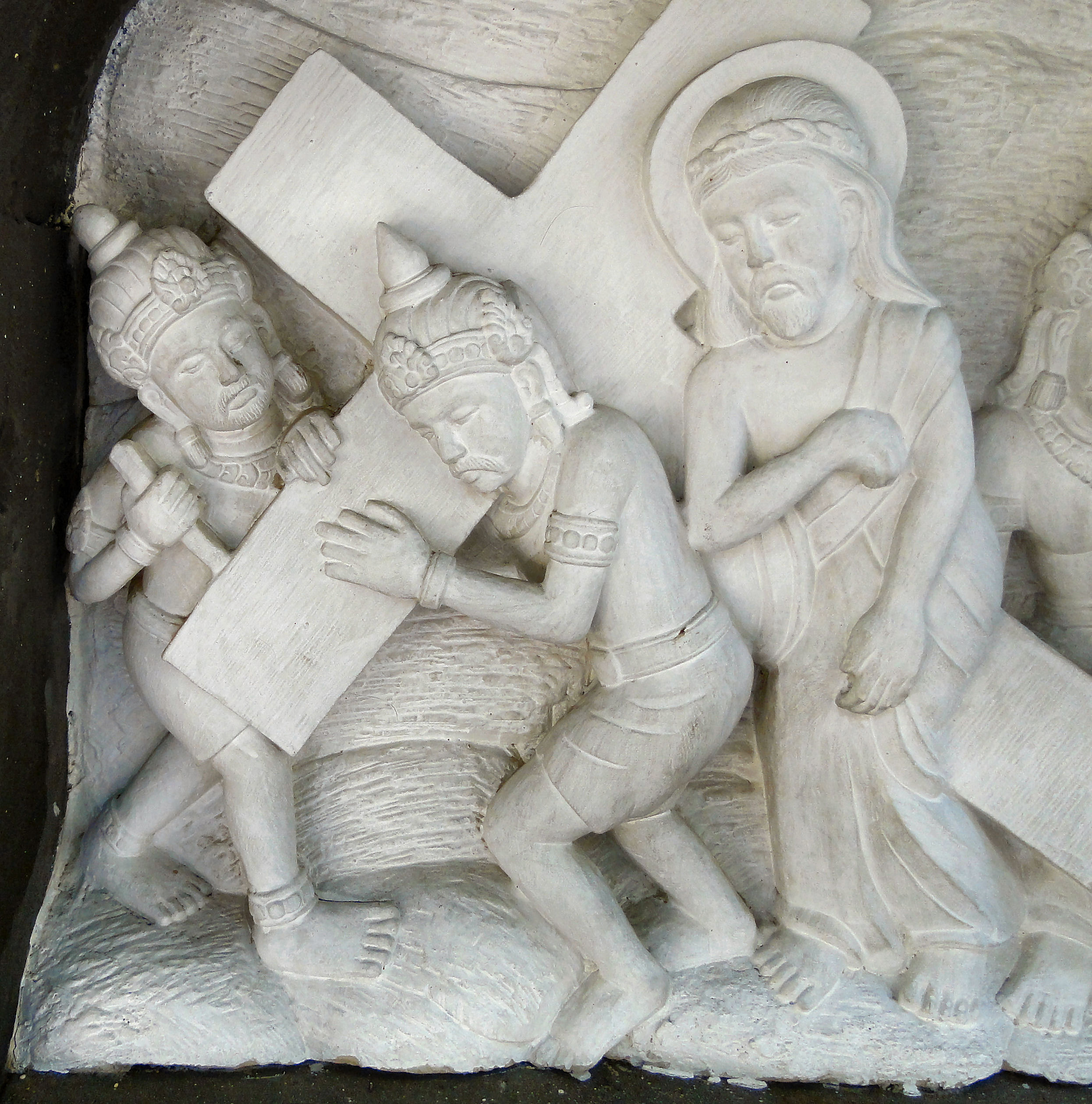
Fifth Station of the Cross, Simon of Cyrene helps Jesus carry the Cross, Ganjuran, Bantul, Java, Indonesia.jpg

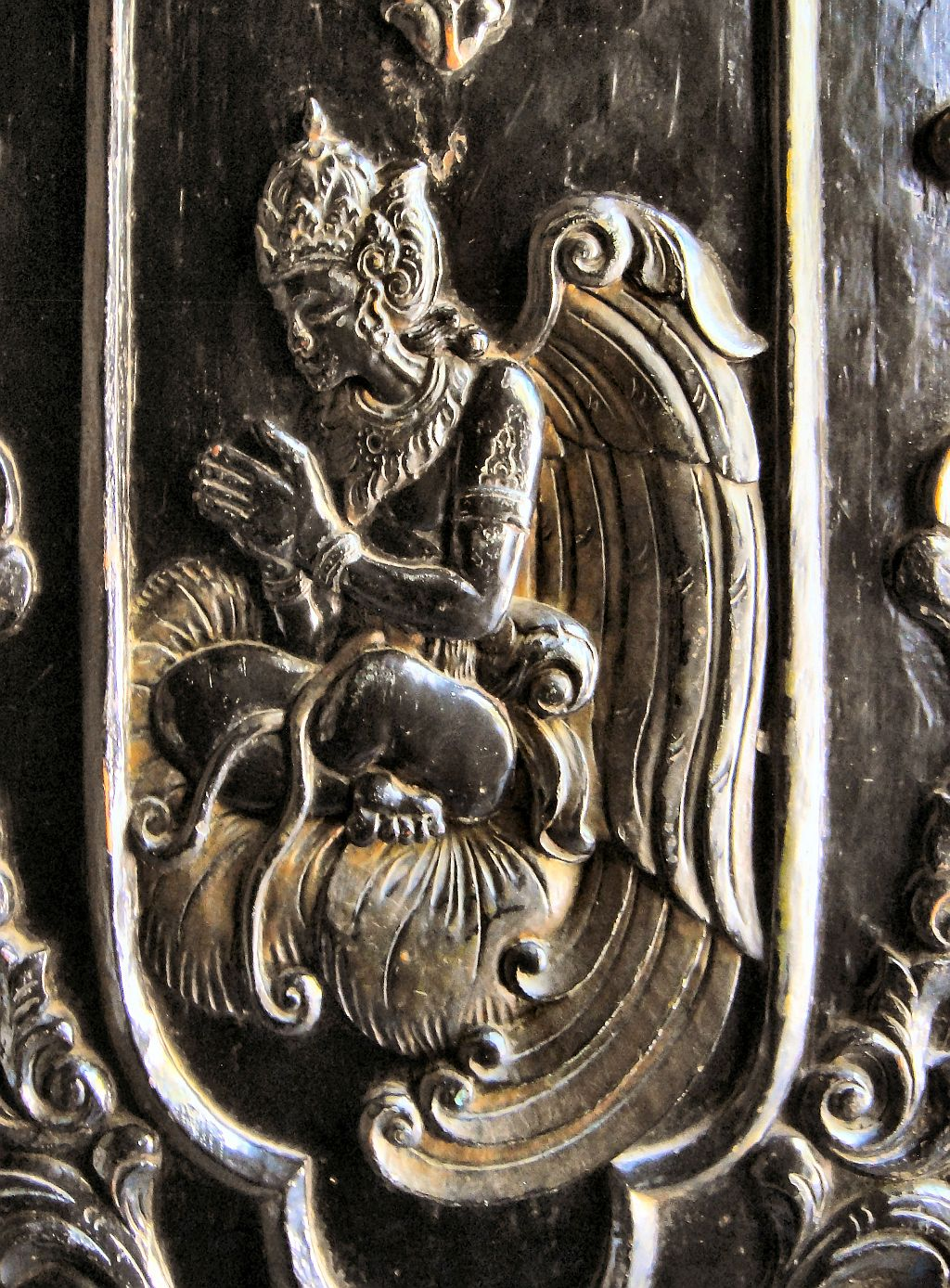
Javanese Angel on a cast iron door of the Candi, Ganjuran, Bantul, Java, Indonesia.jpg

Schmutzer was van jongs af aan filosofisch en theologisch geïnteresseerd en hij had daarenboven ook een scherp oog voor de kunsten. Op Java stimuleerde hij een eigen christelijk (katholiek)-Javaanse kunst die volgens hem zelfstandig diende te staan ten opzichte van Europese vormen. Zijn ervaringen met onder andere de moslim-beeldhouwer Iko (fl. 19-1930) beschrijft hij in het door hem geschreven hoofdstuk, met vele foto's en tekeningen verlucht, 'Christelijk-Javaansche Kunst', opgenomen in het door hem met J.J. (Jan) ten Berge S.J. en Willem Maas geredigeerde Javaansche Kunst (ca. 1927), waarvan naast een tweede druk ook al snel een Franse vertaling verscheen rond 1929 onder de titel Européanisme ou catholicisme.
Dit hoofdstuk toont duidelijk Schmutzers kennis van contemporaine theologie, spiritualiteit en filosofie, en kunstkritiek (waaronder ook kennis van westerse en Indische muziek). Nabij Gondang Lipuro namen de broers in 1924 het initiatief tot de bouw en kunstzinnige inrichting van de Heilige Hart kerk - Gereja Hati Kudus Tuhan Yesus - van de plaats Ganjuran (architect: J.Th. van Oyen). Deze parochie is tot op heden zeer actief en praktiseert bijvoorbeeld nog altijd een liturgie, met een typisch Javaanse aankleding van de priesters en er wordt onder begeleiding van de gamelan Javaans gezongen. Bij de kerk is ook een aan de hindoecultuur refererende candi (tempel) gebouwd met daarin een Heilig Hart beeld, voorgesteld als een Javaanse prins.
Voorbeelden van deze Javaans-Christelijke kunst (beeldhouwen in hout) die met steun van Schmutzer gemaakt zijn door de Javaanse (moslim!) beeldhouwer Iko, kan men zien in het Missiemuseum te Steyl, waar de collectie (hier vervaardigd van hout) is ondergebracht.

## Thomas van Aquino en het Indonesisch nationalisme
Schmutzers opvatting over de eigenheid van de Indische beschaving zoals die duidelijk naar voren komt in zijn geschriften over de Christelijk-Javaansche kunst en de noodzaak deze te ontwikkelen, wordt ook teruggezien in zijn werkzaamheden als politicus in Nederlands-Indië. Als voorzitter van de Indische Katholieke Partij en van de Katholieke Volksraadsfractie voerde hij een scherpe polemiek met betrekking tot het Indisch nationalisme. Zijn opvatting was kort gezegd dat een goede politiek een politiek is "in overeenstemming met het belang van het Koninkrijk der Nederlanden, waarvan Indië deel uitmaakt; niet een politiek, die het belang van het rijk in Europa op den voorgrond stelt, wat juridisch en staatkundig een misvatting zou zijn".
Deze polemiek werd onder andere uitgevochten in het Bataviaasch Nieuwsblad en in de door Schmutzer uitgegeven redevoeringen en debatten (zie hieronder) in de zomer van 1929 in de Volksraad naar aanleiding van een regeringsverklaring van het Algemeen Regeringsbeleid met betrekking tot Nederlands-Indië en in het bijzonder het arbeidsvraagstuk aldaar. Schmutzer baseerde zijn gedachten op ideeën over natuurrecht en natuurwet ontwikkeld door Thomas van Aquino, die hij uitvoerig bespreekt. Hij begrijpt de problemen met betrekking tot de verknoping van nationalisme en communisme - waar men zowel in Nederland als in Indië zeer beducht voor was - en ziet zelf ook het gevaar in van ordeloosheid (zoals bij actuele moorden op blanken; er was in Indië een 'hype' ontstaan rondom de moord op ene mevrouw Landzaat op de plantage Parnabolon van de Handelsvereniging Amsterdam op Sumatra).
Maar Schmutzer aarzelt niet. Hij vat zijn opvattingen over deze zaken samen: "Men zal moeten leeren inzien, dat in het nationalisme als zoodanig de menschennatuur zelf zich openbaart en dat daaraan door geen wettelijke maatregelen, door geen physieke of moreele dwang het zwijgen kan worden opgelegd; men zal echter, om met de Regeering te spreken, de werkzaamheid van het nationalisme met alle beschikbare middelen moeten terugdringen tussen de perken van Gezag en orde, het daarbij intusschen de volle vrijheid latend tot krachtigen sociaal- en politiek-constuctieven arbeid. De strijd tusschen Nederlandsch en Inheemsch nationalisme is begonnen: veilig vaart, wie daarbij koerst op het licht van Thomas van Aquino."

## Geologie als synthese
Schmutzer werd in 1930 te Utrecht benoemd tot hoogleraar kristallografie, mineralogie en petrologie. Zijn inaugurele rede droeg de titel Wereldbeeld en wetenschap. Hierin besprak hij de verhouding van wereld- en levensbeschouwing tot de wetenschappen. In dit kader stelde hij dat de geologie een bijzondere plaats inneemt: "De onderlinge band, die alle natuurverschijnselen en natuurobjecten en daarmede tevens alle takken van natuurwetenschap tot eene onverbrekelijke eenheid verbindt, wordt vooral binnen de groep der geologische wetenschappen tot een tastbare realiteit." Aan het einde van zijn rede legde hij een veel grotere synthese uit: "En zoo versmelten alle takken van wetenschap met de wetenschap der aarde tot eene, de geheele natuur met hare materiële, vegetatieve, animale en psychische orden omvattende eenheid, waarin zich de diepere eenheid van alle zijn weerspiegelt". Hier leek wel een zekere verwantschap door te klinken met Teilhard de Chardin waar deze in dezelfde tijd zijn geloof formuleerde in het verlengde van de fysica.
Schmutzer verwees zelf naar Plotinus en Giordano Bruno, Spinoza en zelfs naar Haeckel (deze laatste bekeek hij overigens vanwege diens monisme met grote scepsis; hij had nog als student en jong ingenieur in 1904-1907 tegen Haeckel en diens pantheïstische opvattingen gepolemiseerd). Hij eindigde door Augustinus te parafraseren: "het is aan deze eenheid (namelijk die van de Goddelijke gedachte, AV), weerglans van het ééne, eeuwige beginsel van alle zijn, dat het menschelijke leven zijn volle harmonie en de wetenschap haar waren adel, haar hoogste vruchtbaarheid ontleent."
Vanuit deze visie schreef Schmutzer over tal van onderwerpen: over zijn vak, over wetenschap en katholicisme, over Indische sociale vraagstukken, over suikerriettechnologie en geologie, en over inheemse religieuze kunst.

## Van Sachsenhausen tot minister in het bevrijde zuiden
Reeds voor de Tweede Wereldoorlog trokken de Schmutzers zich "ten kost van grote persoonlijke financiële offers" het lot aan van "uit Duitschland verdreven christelijke niet-'ariërs', later ook van Spaansche politieke vluchtelingen", alhoewel hun steun bepaald niet was beperkt tot geloofsgenoten. Schmutzer werd na de Duitse inval in Nederland al op 13 juli 1940 gearresteerd wegens "landesverräterliche Tätigkeit". Na gevangengezet te zijn op verschillende locaties in Nederland werd hij op last van de Gestapo overgebracht naar de Alexanderplatz te Berlijn; hierna werd hij geïnterneerd in Sachsenhausen, Halle en Buchenwald alwaar hij ook werd mishandeld en uitgehongerd.
Teruggestuurd naar Nederland zat hij vast te Haaren en St. Michielsgestel (Ruwenberg). Hij wist zich in het laatste kamp schuil te houden totdat hij in chaotische omstandigheden kon vluchten, hij dook onder, en na de bevrijding van het Zuiden werd hij tot minister benoemd van het Londens kabinet. Ondertussen had hij Russisch geleerd en wetenschappelijke werken op zijn vakgebied vertaald. In de zomer van 1945 nam hij zijn hoogleraarsambt weer op maar hij stierf in het vroege najaar van 1946.
Na Schmutzers dood sprak Victor Jacob Koningsberger (1895-1966) voor de Senaat van de Rijksuniversiteit te Utrecht een "In memoriam" uit, dat in 1946 werd gepubliceerd.